# Harry Fuld
Harry Fuld (* 3. Februar 1879 in Frankfurt am Main; † 26. Januar 1932 in Zürich) war ein deutscher Unternehmer. Er begründete ein Unternehmen zur Vermietung von Haustelefonen, die sich zu einem der führenden Konzerne der Fernmeldeindustrie in Europa entwickelte. Nach der Machtergreifung der NSDAP Anfang 1933 enteignete das NS-Regime Fulds Erben, weil das Familienunternehmen als „jüdisch“ galt.

## Leben
Fuld war der einzige Sohn eines wohlhabenden Frankfurter Kunst- und Antiquitätenhändlers und sollte eigentlich in die familieneigene Kunst- und Antiquitätenhandlung J. und S. Goldschmidt eintreten. Nach einer Banklehre in Frankfurt und Volontariaten in London, Paris und Brüssel fand sich aber im Familienbetrieb kein Platz mehr für ihn. Er begann daraufhin, Haustelefone nach US-amerikanischem Vorbild zu vermieten. Nach Klärung der Rechtslage wurden diese Anlagen ab 1900 postamtlich zugelassen.
Zusammen mit dem deutschen Uhrmachermeister und Techniker Carl Lehner (1871–1969) gründete Fuld 1899 in Frankfurt am Main die Deutsche Privat-Telephon-Gesellschaft H. Fuld & Co. Diese wurde 1928/1929 zur H. Fuld & Co. Telephon- und Telegraphenwerke AG und nach Fulds Tod zur Nationalen Telephon- und Telegraphenwerke GmbH umgewandelt. Nach einem Auftragsboykott und der folgenden „Arisierung“ ging daraus 1937 die Telefonbau und Normalzeit GmbH (T & N) hervor. Die „Normalzeit“ bezieht sich auf die Fertigung von elektrischen Werks- und Bahnhofsuhren.

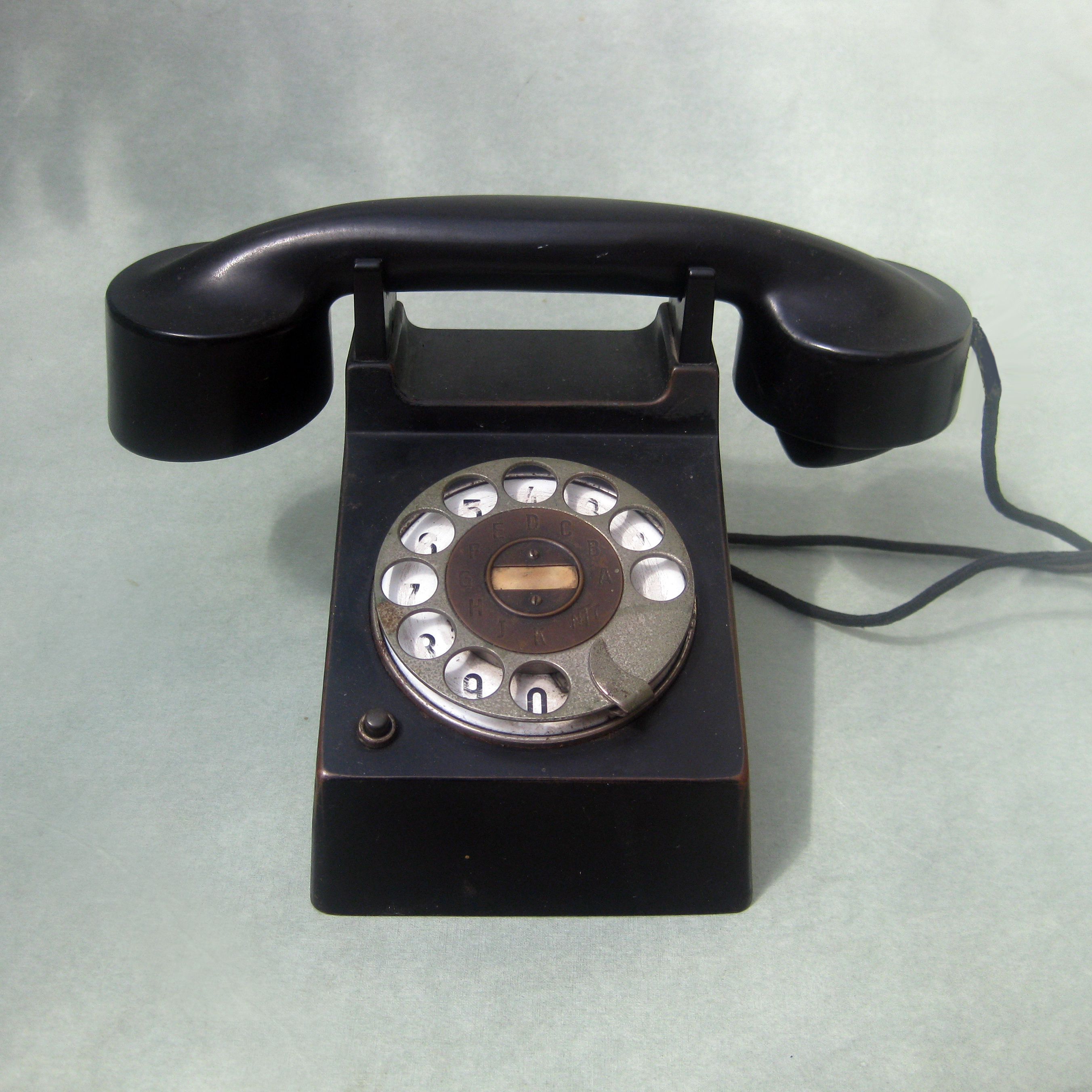
Telefon Modell „Frankfurt“, auch als „Bauhaus-Telefon“ bezeichnet, produziert 1928 von der „Deutsche Privat Telephon Gesellschaft H. Fuld & Co.“ in Frankfurt am Main

Um 1925 wurde ein großer Teil der privaten Telefonanlagen innerhalb und außerhalb Deutschlands von seinem Unternehmen hergestellt und gewartet. Fulds schnell expandierender Betrieb hatte sich 1928 zu einem Konzern mit über 100 Gesellschaften und einem ausgedehnten Filialnetz entwickelt. Um 1930 war Fulds Gesellschaft eines der führenden Unternehmen der europäischen Fernmeldeindustrie.
Harry Fuld sammelte moderne Kunst und hatte, beraten von dem damaligen Direktor des Frankfurter Städelschen Kunstinstituts, Georg Swarzenski, eine umfangreiche Sammlung aufgebaut, deren Schicksal zu den spektakuläreren Fällen von Raubkunst der jüngeren Zeit gehört. Nach Fulds Tod auf einer Geschäftsreise in der Schweiz 1932 hatten zunächst seine Söhne Harry und Peter Harry Fuld und seine Witwe das Unternehmen und die Kunstsammlung geerbt. Während das Unternehmen bereits 1933 „arisiert“ wurde, beschlagnahmten die Behörden 1941 den eingelagerten Besitz von Fulds Sohn Harry junior, der 1937 emigriert war, darunter das 1917 von Harry Fuld senior gekaufte Bild Le Mur Rose von Henri Matisse. Es gelangte 1943 in den Besitz Kurt Gersteins, galt nach dessen vermutlichem Selbstmord 1945 als „herrenlos“ und wurde erst 2008 an die Erben Fulds restituiert. Peter Harry Fuld erhielt nach langwierigen Verhandlungen seine Kommanditbeteiligung an dem Unternehmen Telefonbau und Normalzeit GmbH 1951 zurück.